# Lenka Fárová
Lenka Fárová (* 5. března 1970 Praha) je česká finštinářka, vysokoškolská pedagožka, překladatelka a literární redaktorka.

## Odborná činnost
V letech 1988–1993 vystudovala na Filozofické fakultě Univerzity Karlovy obory angličtina a finština, diplomovou práci napsala na téma Finská literatura v českých zemích. Doktorské studium finštiny ukončila roku 2003. V disertační práci se věnovala valenci finských sloves. Od roku 1999 do roku 2014 působila jako odborná asistentka na oddělení finštiny Ústavu lingvistiky a ugrofinistiky při Filozofické fakultě Univerzity Karlovy (později Ústav obecné lingvistiky), od roku 2014 pracuje jako odborná asistentka a vedoucí oddělení finských studií Ústavu germánských studií Filozofické fakulty Univerzity Karlovy.
Odborně se věnuje především korpusové lingvistice, paralelním korpusům a využití beletrie ve výuce cizího jazyka. Kromě výuky jazykových předmětů pro studenty finštiny a vedení bakalářských a magisterských prací stojí jako redaktorka za několika studentskými překladatelskými projekty, především antologií Lesní lišky a další znepokojivé příběhy (2016) a Za letních nocí se tu nespí lehce (2019).
Vedle odborné činnosti na univerzitě se věnuje také literárnímu překladu z finštiny, redakci překladů finské beletrie a literární kritice. Do češtiny převedla například prózy Rosy Liksom, Katji Kettu, Tommiho Kinnunena, Leeny Lehtolainenové či Penttiho Saarikoskiho a dětské obrázkové knihy ze série Tatu a Patu. Pro Český rozhlas přeložila několik povídek finských klasiků (Juhani Aho, Teuvo Pakkala, Frans Eemil Sillanpää). Jako redaktorka se podílela na komentovaném vydání českého překladu eposu Kalevala (ed. Jan Čermák, Academia, 2014). Recenzemi a rozhovory pravidelně přispívá do internetového časopisu iLiteratura, jehož finskou sekci také vede.

## Ocenění
Roku 2020 byl Lence Fárové "za záslužnou práci na propagaci finského jazyka a kultury a šíření povědomí o finské literatuře v České republice" udělen prezidentem Finské republiky Řád finského lva v kategorii rytířka I. třídy.

## Výběr překladů z finštiny

### Romány
- KETTU, Katja. Můra. Praha: Argo, 2017.
- KINNUNEN, Tommi. Čtyřcestí. Praha: Argo, 2016.
- LEHTOLAINEN, Leena. Spirála smrti. Havlíčkův Brod: Hejkal, 2009.
- LIKSOM, Rosa. Paní plukovníková. Zlín: Kniha Zlín, 2019.
- SAARIKOSKI, Pentti. Čas v Praze. Praha: dybbuk, 2017.

### Povídky, úryvky
- AHO, Juhani. Tenkrát, když otec koupil lampu. Český rozhlas Vltava. Premiéra 10. 9. 2016.
- SAARIKOSKI, Pentti: Dny v Praze (ukázky z prózy, výběr z básní). Světová literatura, 1993, č. 2, s. 58–64.
- SILLANPÄÄ, Frans Eemil. Vyprávění o jezeru; Telátko a ovečka. Český rozhlas Vltava. Premiéra 1. 12. 2018.
- TAMMINEN, Petri: Nikoho neobtěžovat (výbor povídek). A2, 2008, č. 6, s. 26–27.